# Tmarus yerohamus
Tmarus yerohamus là một loài nhện trong họ Thomisidae.
Loài này thuộc chi Tmarus. Tmarus yerohamus được Gershom Levy miêu tả năm 1973.